# Dodjé
Dodjé er et af de fire departementer, som udgør regionen Logone Occidental i Tchad.
8°30′23″N 15°36′12″Ø / 8.5064°N 15.6033°Ø